# Abrothrix jelskii
Abrothrix jelskii е вид гризач от семейство Хомякови (Cricetidae). Видът не е застрашен от изчезване.

## Разпространение и местообитание
Разпространен е в Аржентина, Боливия и Перу.
Обитава планини, възвишения, ливади и храсталаци.

## Описание
Теглото им е около 34,5 g.
Популацията на вида е стабилна.